# Zig-zague
Zig-Zague è il quinto album del gruppo musicale francese Les Négresses Vertes, uscito nel 1994.

## Tracce
Testi e musiche di Iza Mellino (tracce 5, 10), Paulus (tracce 2, 4, 7, 12, 13), Canavese (tracce 4, 6, 7, 11, 14), Ochowiak (tracce 1, 2, 9, 11, 14), Mellino (tracce 1, 3, 5, 6, 8, 10, 12, 13).
1. "Fanfaron"
2. "Tous Les Ouvriers"
3. "Après La Pluie ..."
4. "La Main Verte"
5. "Mambo Show"
6. "Comme Toujours"
7. "A Quoi Bon"
8. "Enfer Et Paradis"
9. "Bourré D'Allégresse"
10. "Tango Sous La Lune"
11. "La Poète"
12. "Ivresse"
13. "Footballeur Du Dimanche"
14. "Tu M'As Saoulé"

## Versioni
- 1994 – Les Négresses Vertes, Zig-zague, , Razzia Disques/Delabel Virgin France Razzia Disques – 7243 8 40530 2 4, Delabel – 7243 8 40530 2 4, Francia[1].

## Formazione
- Ochowiak — voce, chitarra, tromba
- Mellino — voce, chitarra
- Mathieu Canavese — voce, fisarmonica
- Paulo — basso, voce
- Begs — Basso, chitarra
- Zaack — tromba, trombone
- Sidney Thiam — percussioni
- Guenole Biger — batteria
- Begs, Iza Mellino, Paulus, Ochowiak, Zaack, Canavese — cori